# 艾莉卡·史密特

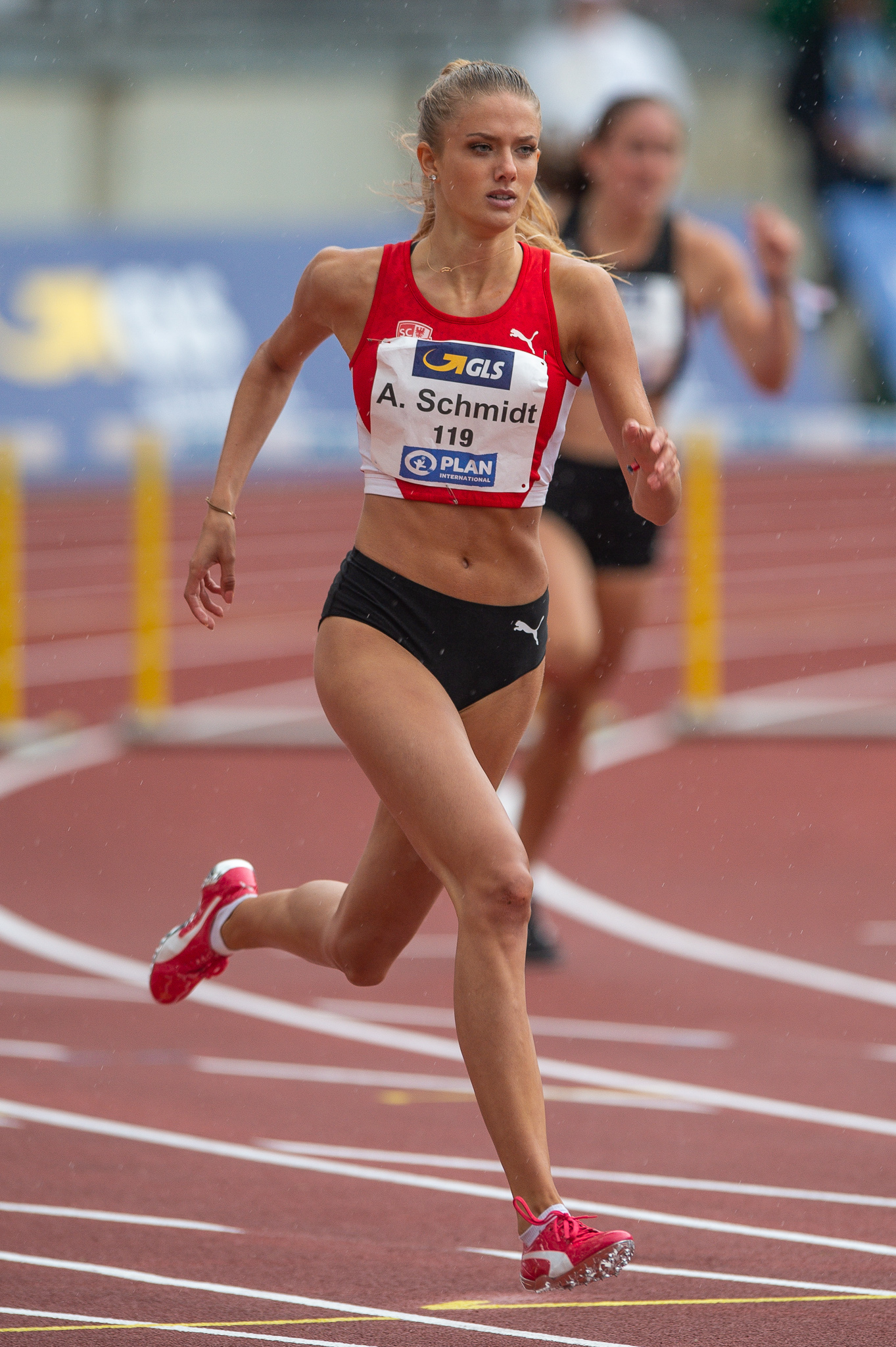
2018年德國田徑錦標賽400公尺跨欄

艾莉卡·史密特（德語：Alica Schmidt，1998年11月8日—）是德國女子田徑運動員，出生於德國沃姆斯，主攻短跑、中長跑。曾在2017年歐洲U20田徑錦標賽的4×400公尺接力賽獲得銀牌，2019年歐洲U23田徑錦標賽的同類比賽獲得銅牌。將成為2020年東京奧運女子田徑4×400公尺接力德國候補選手。

## 外部連結
- 艾莉卡·史密特在的頁面
- 艾莉卡·史密特的Instagram帳戶